# Cerco de Taganrog
O Cerco de Taganrog foi uma batalha disputada em Taganrog, perto de Rostov do Don, na Guerra da Crimeia.